# 清潔工人

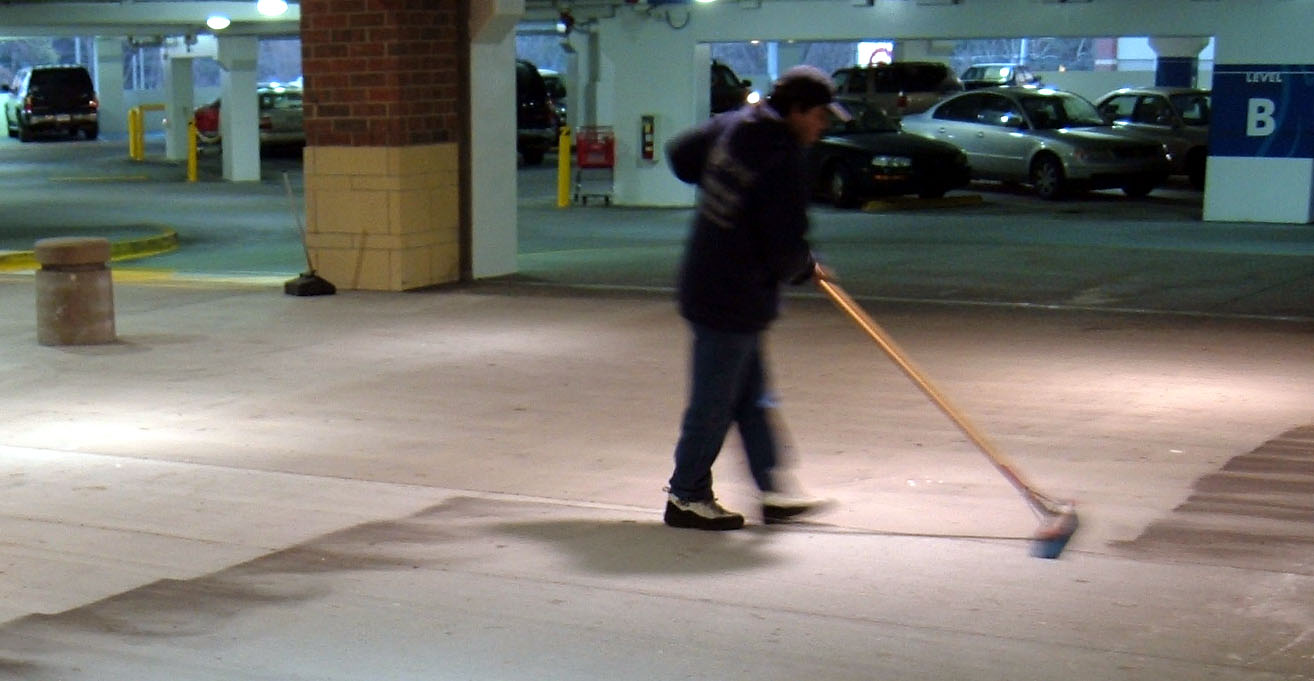
清潔工人清扫地面

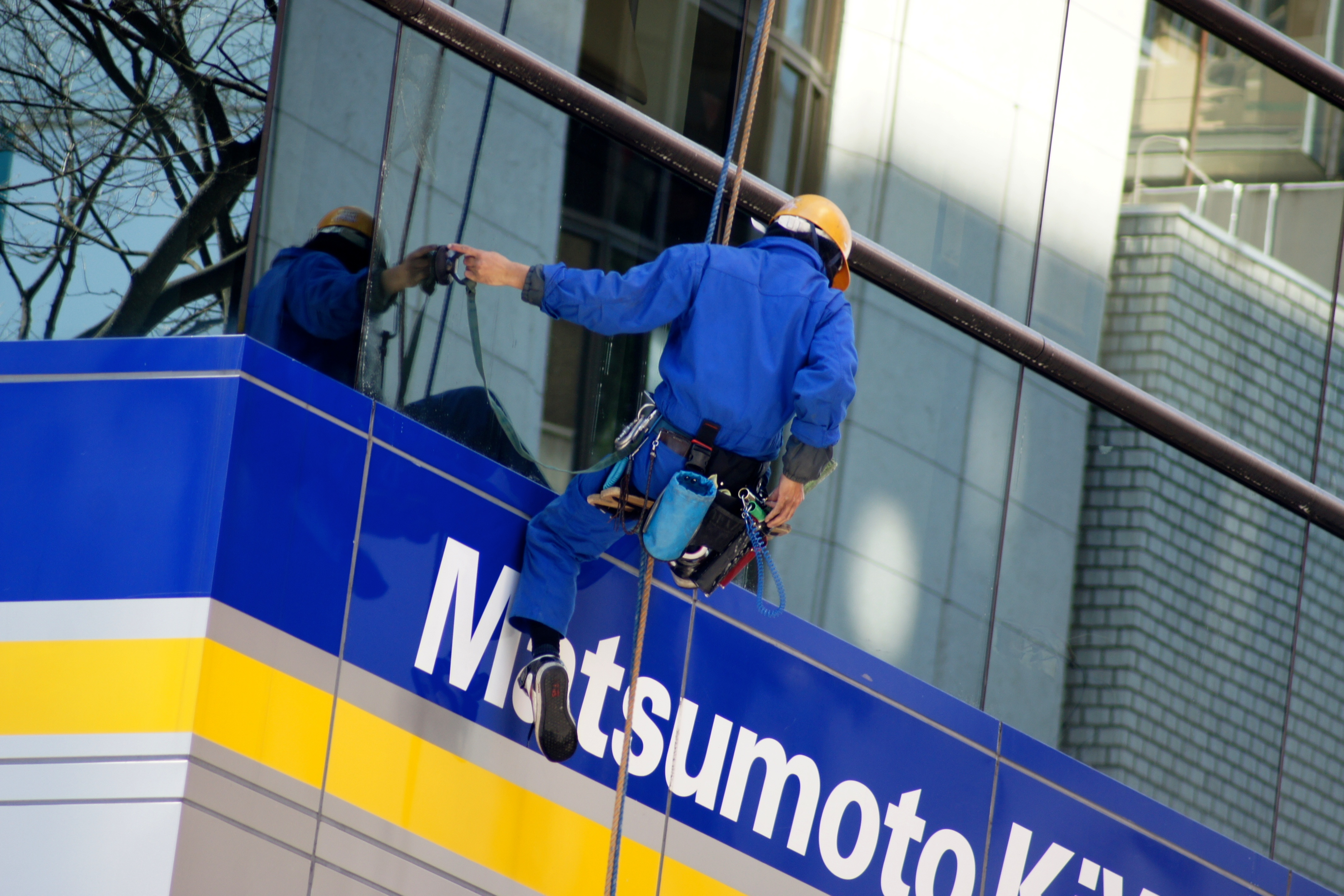
清潔工人擦窗戶

清潔工人，又稱清潔人員、保潔，或簡稱清潔工，是負責清潔某個地方的工種，職務包括打掃、收集垃圾送到指定收集處等。一般專指清潔機構、公司、公眾地方的工人，清潔家庭的則依照工作時間稱為傭人或鐘點工。但一些專門負責打掃、清潔的家務助理也屬於清潔工人的一種。
有時清潔工人也會按照所負責清潔的範圍分為多種，如專門清潔窗戶、玻璃幕牆的稱為窗戶清潔工，專門清潔街道的稱為清道夫等。